# Sanjin Vrebac
Sanjin Vrebac (* 25. Februar 2000 in Wagna) ist ein österreichischer Fußballspieler.

## Karriere
Vrebac begann seine Karriere beim SV Wildon. 2009 wechselte er zum SV Allerheiligen. Im Dezember 2010 kam er in die Jugend des SVL Flavia Solva. Zwischen Februar und Juni 2012 spielte er daraufhin kurzzeitig auf Kooperationsbasis wieder für Allerheiligen. Im April 2013 wechselte er für wenige Monate in die Jugend des Deutschlandsberger SC. Im September 2013 schloss er sich der SU Rebenland Leutschach an. Zur Saison 2014/15 wechselte Vrebac in die Akademie der Kapfenberger SV. Ab der Saison 2015/16 stand er zudem im Kader des ASC Rapid Kapfenberg II, der Viertmannschaft der KSV.
Zur Saison 2016/17 wechselte er nach Deutschland in die B-Jugend des SC Bayer 05 Uerdingen. Zur Saison 2017/18 rückte er in den Kader der A-Jugend auf. Nach eineinhalb Jahren bei Uerdingen wechselte er im Jänner 2018 zum VfR Fischeln.
Im Juni 2018 wechselte Vrebac nach Singapur zu Balestier Khalsa. Im selben Monat debütierte er in der S. League, als er am 16. Spieltag der Saison 2018 gegen die Tampines Rovers in der Startelf stand. Bis Saisonende kam er zu neun Einsätzen in der höchsten singapurischen Spielklasse. Nach 33 Einsätzen in der S. League verließ er Balestier Khalsa nach der Saison 2019. Nach mehreren Monaten ohne Verein wechselte er im Juli 2020 nach Litauen zum FK Panevėžys. Für Panevėžys kam er zu fünf Einsätzen in der A lyga. Nach der Saison 2020 verließ er den Verein wieder.
Nach einem halben Jahr ohne Verein kehrte er zur Saison 2021/22 nach Österreich zurück und wechselte zum Regionalligisten FC Wels. Bis zur Winterpause 2021/22 hatte er es auf 13 Meisterschaftsspiele und vier -tore für die erste Mannschaft, sowie zwei Einsätze und drei Treffer für die zweite Mannschaft gebracht. Im Februar 2022 wechselte er weiter zum Ligakonkurrenten SV Spittal/Drau. Für die Kärntner kam er zu 14 Einsätzen. Mit Spittal/Drau stieg er zu Saisonende allerdings aus der Regionalliga ab.
Vrebac blieb der Liga jedoch erhalten und wechselte zur Saison 2022/23 zum SC Weiz. Für Weiz absolvierte er zwölf Partien, ehe er den Klub in der Winterpause wieder verließ. Nach einem halben Jahr ohne Klub wechselte er zur Saison 2023/24 wieder nach Deutschland, diesmal zum fünftklassigen SV Sonsbeck. Für Sonsbeck spielte er 34 Mal in der Oberliga. Im Jänner 2025 schloss er sich dem Ligakonkurrenten Schwarz-Weiß Essen an.

## Persönliches
Sein älterer Bruder Adi (* 1992) war ebenfalls als Fußballspieler aktiv, brachte es jedoch nie über den Amateurbereich hinaus. Der wie sein jüngerer Bruder ebenfalls für seine vielen Karrierestationen bekannte Adi Vrebac spielte auf Amateurebene unter anderem in Österreich, der Schweiz und Deutschland. Als Futsalspieler kam er unter anderem für die Fortuna Düsseldorf oder den SSV Jahn Regensburg zum Einsatz und schaffte es in die österreichische Futsalnationalmannschaft.